# Parafia Ewangelicko-Augsburska w Tomaszowie Mazowieckim
Parafia Ewangelicko-Augsburska w Tomaszowie Mazowieckim – parafia luterańska w Tomaszowie Mazowieckim, należąca do diecezji warszawskiej Kościoła Ewangelicko-Augsburskiego w RP. Mieści się przy ulicy św. Antoniego. W 2018 parafia liczyła około 110 wiernych.

## Historia

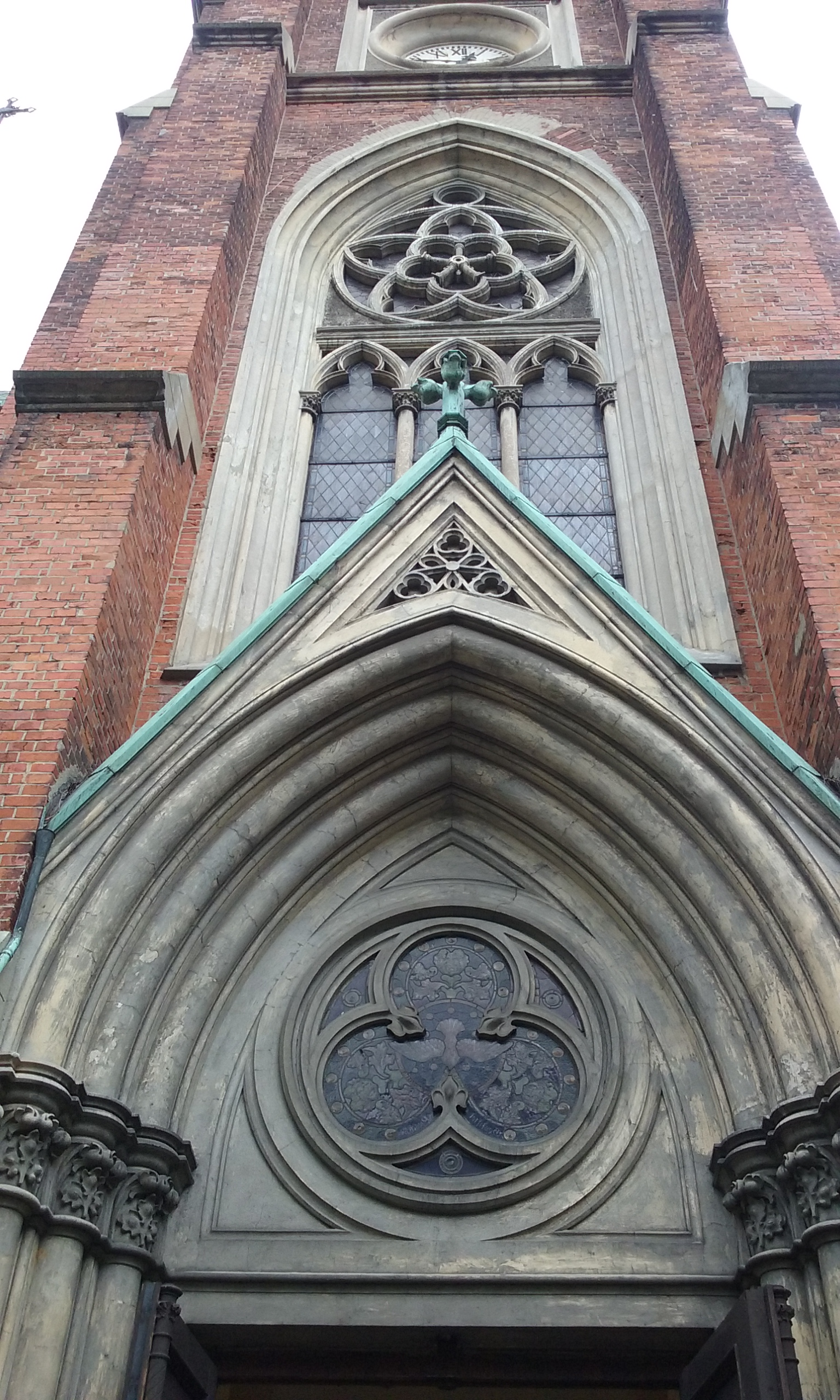
Detale architektoniczne portalu i rozety nad głównym wejściem do kościoła parafialnego

Początek obecności ewangelików na terenie Tomaszowa Mazowieckiego związany jest ze sprowadzeniem z terenu Prus osadników przez hrabiego Antoni Ostrowski, założyciela miasta.
Ewangelickie kolegium kościelne zostało powołane w 1820. Budowę własnej świątyni rozpoczęto w 1823, a zakończono uroczystym poświęceniem w 1829. Równocześnie powstał budynek parafialny oraz siedziba szkoły wyznaniowej. Samodzielną parafię w Tomaszowie powołano 15 lipca 1830. Jej pierwszym proboszczem został ks. Jan Jakub Benni, zastąpiony na tym stanowisku w 1863 przez ks. Hermanna Benniego, sprawującego urząd do 1870.
W okolicznych miejscowościach zakładano kantoraty, w których sprawowane były nabożeństwa. Kantoraty posiadały własne domy modlitwy, szkoły oraz cmentarze.
Krótkotrwale, w latach 1870–1871, stanowisko proboszcza zboru tomaszowskiego pełnił ks. Władysław Wernitz. Od 1871 objął je ks. Eugeniusz Biedermann.
W 1892 na 19 000 mieszkańców miasta przypadało 5506 ewangelików, co stanowiło więcej niż czwartą część ludności. W związku z tak dużą liczbą członków zboru, nie mieszczących się w niewielkim kościele św. Trójcy, powstanowiono o budowie nowej, większej świątyni. Po trwających osiem lat staraniach o uzyskanie pozwolenia, zostało ono wydane 27 listopada 1896, a w czerwcu 1897 po uroczystym nabożeństwie poprowadzonym przez ks. Eugeniusza Biedermanna przystąpiono do pracy. Obiekt został poświęcony przez superintendenta ks. generalnego Gustaw Manitiusa 15 sierpnia 1902 przez jako kościół Zbawiciela. Od 1908 prowadzono także parafialny dom opieki. Przy parafii funkcjonowały różne stowarzyszenia, jak choćby sportowe, młodzieżowe, pań, śpiewacze, orkiestry.
W 1912 funkcję proboszcza po ks. Biedermannie przejął ks. Hermann Knothe, następnie od 1913 – ks. Leon Witold May.
W 1923 parafia w Tomaszowie liczyła 10 tysięcy wiernych i dysponowała dwoma kościołami, dziewięcioma salami modlitwy oraz dwudziestoma cmentarzami. Posiadała trzy domy parafialne oraz inne zabudowania zborowe. W 1932 pracę na stanowisku wikariusza rozpoczął ks. Woldemar Gastpary. Przed wybuchem II wojny światowej liczba parafian osiągnęła 12 tysięcy.
Po rozpoczęciu wojny, we wrześniu 1939 ks. Leon Witold May i wikary ks. Woldemar Gastpary zostali aresztowani. Księdza Maya osadzono w Piotrkowie Trybunalskim i Łodzi. Później uwięziono go w Dachau, gdzie zmarł 19 grudnia 1940. 
Po 1945 nastąpiło zmniejszenie się liczby członków zboru do poziomu kilkuset wiernych. Funkcję duszpasterza pełnił dotychczasowy wikariusz, ks. Woldemar Gastpary. Od 1954 przejął ją ks. Eugeniusz Jungto, a jego następcą został w 1964 ks. Henryk Czembor, pełniący stanowisko do 1983. W latach 1983–1987 zborem administrował ks. Jerzy Gryniakow.
Kolejnego proboszcza parafia uzyskała w 1987, kiedy został nim ks. Roman Jan Pawlas, który pełnił tę funkcję do 2015. Wówczas na proboszcza-administratora powołany został ks. Wiesław Żydel, proboszcz parafii w Piotrkowie Trybunalskim.
1 września 2022 pracę na stanowisku wikariusza rozpoczął tu ks. Bogusław Sebesta, pełniący wcześniej funkcję wikariusza w parafii w Cieszynie. 1 września 2023 został on mianowany nowym proboszczem-administratorem parafii tomaszowskiej.

## Stan obecny
Nabożeństwa prowadzone są w każdą niedzielę i święta w kościele ewangelicko-augsburskim Zbawiciela w Tomaszowie Mazowieckim. Proboszczem-administratorem parafii jest ks. Bogusław Sebesta.
Własnością parafii pozostaje również kościół Świętej Trójcy w Tomaszowie Mazowieckim.
Prowadzona jest charytatywna praca diakonijna, parafia włącza się również w działalność ekumeniczną oraz kulturalną.